# Tonna tetracotula
Tonna tetracotula es una especie de molusco gasterópodo de la familia Tonnidae. 

## Distribución geográfica
Se encuentra en Nueva Zelanda